# Järngården
Järngården är en våtmark i Uppsala kommun i Uppland och ingår i Tämnaråns huvudavrinningsområde. Sjön har en area på 0,264 kvadratkilometer och ligger 38 meter över havet.

## Delavrinningsområde
Järngården ingår i det delavrinningsområde (666723-158639) som SMHI kallar för Mynnar i Sörsjön. Medelhöjden är 44 meter över havet och ytan är 24,93 kvadratkilometer. Det finns inga avrinningsområden uppströms utan avrinningsområdet är högsta punkten. Vattendraget som avvattnar avrinningsområdet har biflödesordning 2, vilket innebär att vattnet flödar genom totalt 2 vattendrag innan det når havet efter 60 kilometer. Avrinningsområdet består mestadels av skog (78 procent). Avrinningsområdet har 0,27 kvadratkilometer vattenytor vilket ger det en sjöprocent på 1,1 procent.